# La Petite Dorrit (série télévisée)
La Petite Dorrit (Little Dorrit) est une mini-série britannique en huit parties de 52 minutes fondée sur le roman de Charles Dickens, La Petite Dorrit publié entre 1855 et 1857, et diffusée entre le 26 octobre et le 11 décembre 2008 sur BBC One.
En France, elle a été diffusée à partir du 27 novembre 2014 sur Arte. Elle reste inédite dans les autres pays francophones.

## Synopsis
Depuis sa naissance, la jeune Amy Dorrit vit à la Maréchaussée, prison pour dettes de Londres. Elle y prend soin de son père William, qui y vit depuis des décennies et y bénéficie d'une position privilégiée. À l'insu de son père, et pour aider sa famille, elle travaille comme couturière chez Mrs Clennam, une femme acariâtre et invalide qui vit dans une maison délabrée.
Arthur Clenmam revient de Chine où il a passé vingt ans avec son père, décédé en lui demandant de remettre à sa mère une montre et d'« arranger les choses » sans lui donner plus d'explication.
Arthur et Amy deviennent amis, et il s’évertue à améliorer les conditions de vie de la famille Dorrit, jusqu'à engager Pancks pour l'aider à comprendre pourquoi Dorrit est en prison.

## Distribution
- Claire Foy (VF : Kelly Marot) : Amy Dorrit
- Matthew Macfadyen (VF : Arnaud Arbessier) : Arthur Clennam
- Judy Parfitt (VF : Anne Plumet) : Mme Clennam
- Tom Courtenay (VF : Denis Boileau) : William Dorrit
- Andy Serkis (VF : Paul Borne) : Rigaud / Blandois
- Eddie Marsan (VF : Serge Faliu) : M. Pancks
- Emma Pierson (VF : Camille Donda) : Fanny Dorrit
- James Fleet (VF : Vincent Violette) : Frederick Dorrit
- Arthur Darvill (VF : Jérôme Berthoud) : Edward « Tip » Dorrit
- Anton Lesser (VF : Bernard Bollet) : M. Merdle
- Amanda Redman (en) (VF : Anne Rondeleux) : Mme Merdle
- Sebastian Armesto (VF : Sébastien Desjours) : Edmund Sparkler
- Alun Armstrong (VF : Marc Perez) : Jeremiah / Ephraim Flintwinch
- Sue Johnston (VF : Denise Metmer) : Affery Flintwinch
- Georgia King (VF : Laurence Sacquet) : Pet Meagles
- Alex Wyndham : Henry Gowan
- Bill Paterson (VF : Bernard Alane) : M. Meagles
- Janine Duvitski (en) (VF : Marie-Madeleine Burguet-Le Doze) : Mme Meagles
- Ruth Jones : Flora Casby Finching
- John Alderton (en) : Christopher Casby
- Annette Crosbie : la tante de Flora
- Zubin Varla (en) (VF : Damien Boisseau) : Daniel Doyce
- Russell Tovey (VF : Paolo Domingo) : John Chivery
- Ron Cook (VF : Jean-Pierre Gernez) : M. Chivery
- Freema Agyeman (VF : Fily Keita) : Tattycoram
- Maxine Peake (VF : Laurence Dourlens) : Mlle Wade
- Jason Thorpe (VF : Stéphane Ronchewski) : Jean-Baptiste Cavalletto
- Jason Watkins (VF : Guillaume Bourboulon) : M. Plornish
- Rosie Cavaliero (en) (VF : Maïté Monceau) : Mme Plornish
- Eve Myles (VF : Cécile Marmorat) : Maggy Plornish
- Pam Ferris (VF : Martine Irzenski) : Mme Hortensia General

## Commentaires
Au Royaume-Uni, le pilote et le dernier épisode ont été diffusés en format 60 minutes alors que les autres épisodes ont été diffusés en format 30 minutes.
Aux États-Unis, elle a été diffusée en cinq parties en avril 2009 dans l'émission Masterpiece.
Lors de sa diffusion en France, elle a été redécoupée en 8 parties.